# Tim Johnson
Tim Johnson (nascut el 27 d'agost de 1961) és un animador, director de cinema, productor de cinema i director de televisió nord-americà. Johnson és més conegut per dirigir les pel·lícules de DreamWorks Animation Formiguez, Simbad, la llegenda dels set mars, Veïns invasors, i Home: Llar dolça llar.

## Vida i carrera
Johnson va néixer a Chicago. Va estudiar a la Northwestern University on va obtenir una llicenciatura en literatura anglesa. També va produir dues pel·lícules d'animació; tots dos van guanyar els premis Richter Grant Organization.
En graduar-se, va treballar durant dos anys com a animador i director autònom. La seva introducció a l'animació per ordinador va arribar el 1985 mentre treballava al personal de Post Effects a Chicago. Més tard es va unir a Pacific Data Images el 1988 i dos anys més tard va ser cofundador del grup d'animació de personatges de l'estudi. També va dirigir el primer comercial de CG Pillsbury Doughboy.
Johnson va guanyar dos premis Annie per Formiguez i Veïns invasors, un Premid del Públic per Veïns invasors, i un gran premi per l’episodi de The Simpsons' "Treehouse of Horror VI".
Mentrestant a DreamWorks Animation, va dirigir Simbad, la llegenda dels set mars, Home: Llar dolça llar (una adaptació de The True Meaning of Smekday), i el programa especial de Nadal Kung Fu Panda Holiday, i, a més, va exercir com a productor executiu de Com ensinistrar un drac i Abominable.

## Filmografia

### Cinema
| Any  | Títol                             | Paper                                                            |
| ---- | --------------------------------- | ---------------------------------------------------------------- |
| 1998 | Formiguez                         | Director                                                         |
| 2000 | Cyberworld                        | Director: segment Formiguez, Director d’animació: Homer3 segment |
| 2003 | Simbad, la llegenda dels set mars | Director                                                         |
| 2006 | Veïns invasors                    | Director                                                         |
| 2006 | Hammy's Boomerang Adventure       | Consultor creatiu                                                |
| 2010 | Com ensinistrar un drac           | Productor executiu                                               |
| 2015 | Home: Llar dolça llar             | Director                                                         |
| 2019 | Abominable                        | Productor executiu                                               |

### Televisió
| Any  | Títol                                 | Paper                             |
| ---- | ------------------------------------- | --------------------------------- |
| 1995 | The Simpsons's Treehouse of Horror VI | Director d’animació per ordenador |
| 2010 | Kung Fu Panda Holiday                 | Director                          |
| 2019 | Com ensinistrar un drac: El retorn    | Director                          |